# Listă de compozitori de muzică cultă: N

## Na
- Conlon Nancarrow (1912 - 1997)
- Sulchan Nassidse (1927 - 1996)
- Jacques Christophe Naudot (decedat in 1762)
- Johannn Gottlieb Naumann (1741 - 1801)

## Ne
- Oskar Nedbal (1874 - 1930)
- Wilhelm Neef (1916 - 1990)
- Vic Nees (n. 1936)
- Marțian Negrea (1893 - 1973)
- Olga Neuwirth (n. 1968)

## Ni
- Șerban Nichifor (n.1954)
- Jean Louis Nicodé (1853 - 1919)
- Otto Nicolai (1810 - 1849)
- Carl Nielsen (1865 - 1931)
- Ludolf Nielsen (1876 - 1939)
- Svend Nielsen (n. 1937)
- Tage Nielsen (1929 - 2003)
- Bo Nilsson (n. 1937)

## No
- Ion Nonna Otescu (1888 - 1940)
- Luigi Nono (1924 - 1990)
- Pehr Henrik Nordgren (n. 1944)
- Arne Nordheim (n. 1931)
- Rikard Nordraak (1842 - 1866)
- Per Nørgård (n. 1932)
- Ib Nørholm (n. 1931)
- Ludvig Norman (1831 - 1885)
- Michail Nosyrev (1924 - 1981)
- Constantin C. Nottara (1890 - 1951)
- Vítězslav Novák (1870 - 1949)
- Dieter Nowka (1924 - 1998)

## Nu
- Emmanuel Nunes (n. 1941)

## Ny
- Michael Nyman (n. 1948)
- Knut Nystedt (n, 1915)